# Neosho (Misuri)
Neosho es una ciudad ubicada en el condado de Newton en el estado estadounidense de Misuri. En el Censo de 2010 tenía una población de 11835 habitantes y una densidad poblacional de 290,07 personas por km².

## Geografía
Neosho se encuentra ubicada en las coordenadas 36°50′49″N 94°23′57″O / 36.84694, -94.39917. Según la Oficina del Censo de los Estados Unidos, Neosho tiene una superficie total de 40.8 km², de la cual 40.74 km² corresponden a tierra firme y (0.15%) 0.06 km² es agua.

## Demografía
Según el censo de 2010, había 11835 personas residiendo en Neosho. La densidad de población era de 290,07 hab./km². De los 11835 habitantes, Neosho estaba compuesto por el 84.24% blancos, el 1% eran afroamericanos, el 1.57% eran amerindios, el 0.87% eran asiáticos, el 2.4% eran isleños del Pacífico, el 7.2% eran de otras razas y el 2.72% pertenecían a dos o más razas. Del total de la población el 11.3% eran hispanos o latinos de cualquier raza.

## Hijos ilustres
En Neosho nació el pintor Thomas Hart Benton.